# Iwan Żukow
Iwan Pawłowicz Żukow (ros. Иван Павлович Жуков, ur. w styczniu 1889 we wsi Goniakowo w guberni smoleńskiej, zm. 30 października 1937) – radziecki polityk, członek KC WKP(b) (1925-1937).

## Życiorys
Słuchacz wieczorowych kursów ogólnokształcących, później kształcił się na uniwersytecie ludowym w Petersburgu, od 1909 członek SDPRR. Od 1917 członek Rady Piotrogrodzkiej, 1918 przewodniczący Najwyższego Trybunału przy WCIK, latem 1918 zastępca przewodniczącego, a od 9 sierpnia do listopada 1918 przewodniczący saratowskiej gubernialnej Czeki. Od listopada 1918 do stycznia 1919 kierownik Wydziału Transportowego Czeki, od 14 czerwca do 16 września 1919 ponownie przewodniczący gubernialnej Czeki w Saratowie, od 30 września do listopada 1919 ponownie kierownik Wydziału Transportowego Czeki. Od lutego 1920 zastępca szefa Wydziału Specjalnego Czeki Frontu Południowo-Zachodniego, od lipca 1921 do maja 1922 komisarz zarządu gospodarczo-materiałowego Ludowego Komisariatu Komunikacji Drogowej RFSRR, od maja 1922 do kwietnia 1928 przewodniczący Zarządu Elektrotrustu Niskiego Napięcia w Piotrogrodzie/Leningradzie. Od 31 grudnia 1925 do 25 czerwca 1937 członek KC WKP(b), od kwietnia 1928 do kwietnia 1929 przewodniczący leningradzkiego obwodowego Sownarchozu, od kwietnia 1929 do stycznia 1930 przewodniczący Państwowego Trustu Elektrotechnicznego, od 11 grudnia 1929 do 17 stycznia 1932 członek Prezydium Najwyższej Rady Gospodarki Narodowej ZSRR. Od stycznia 1930 do 1931 przewodniczący Zarządu Wszechzwiązkowego Zjednoczenia Energetycznego, od 1931 do czerwca 1933 szef Głównego Zarządu Przemysłu Energetycznego Najwyższej Rady Gospodarki Narodowej/Ludowego Komisariatu Przemysłu Ciężkiego ZSRR, od stycznia 1932 do 11 czerwca 1933 zastępca ludowego komisarza przemysłu ciężkiego ZSRR, 1933-1936 zastępca ludowego komisarza łączności ZSRR, od 19 października 1936 do 1937 ludowy komisarz przemysłu lokalnego RFSRR. 9 kwietnia 1931 odznaczony Orderem Lenina. 21 czerwca 1937 aresztowany, 29 października 1937 skazany na śmierć, następnie rozstrzelany.